# Trichothyse
Trichothyse là một chi nhện trong họ Gnaphosidae.